# Thurmont
Thurmont é uma cidade  localizada no estado americano de Maryland, no Condado de Frederick.

## Demografia
Segundo o censo americano de 2000, a sua população era de 5 588 habitantes. Em 2006, foi estimada uma população de 6 027, um aumento de 439 (7,9%).

## Geografia
De acordo com o United States Census Bureau tem uma área de 7,7 km², dos quais 7,7 km² cobertos por terra e 0,0 km² cobertos por água.

## Localidades na vizinhança
O diagrama seguinte representa as localidades num raio de 16 km ao redor de Thurmont.